# Walter Lehnertz

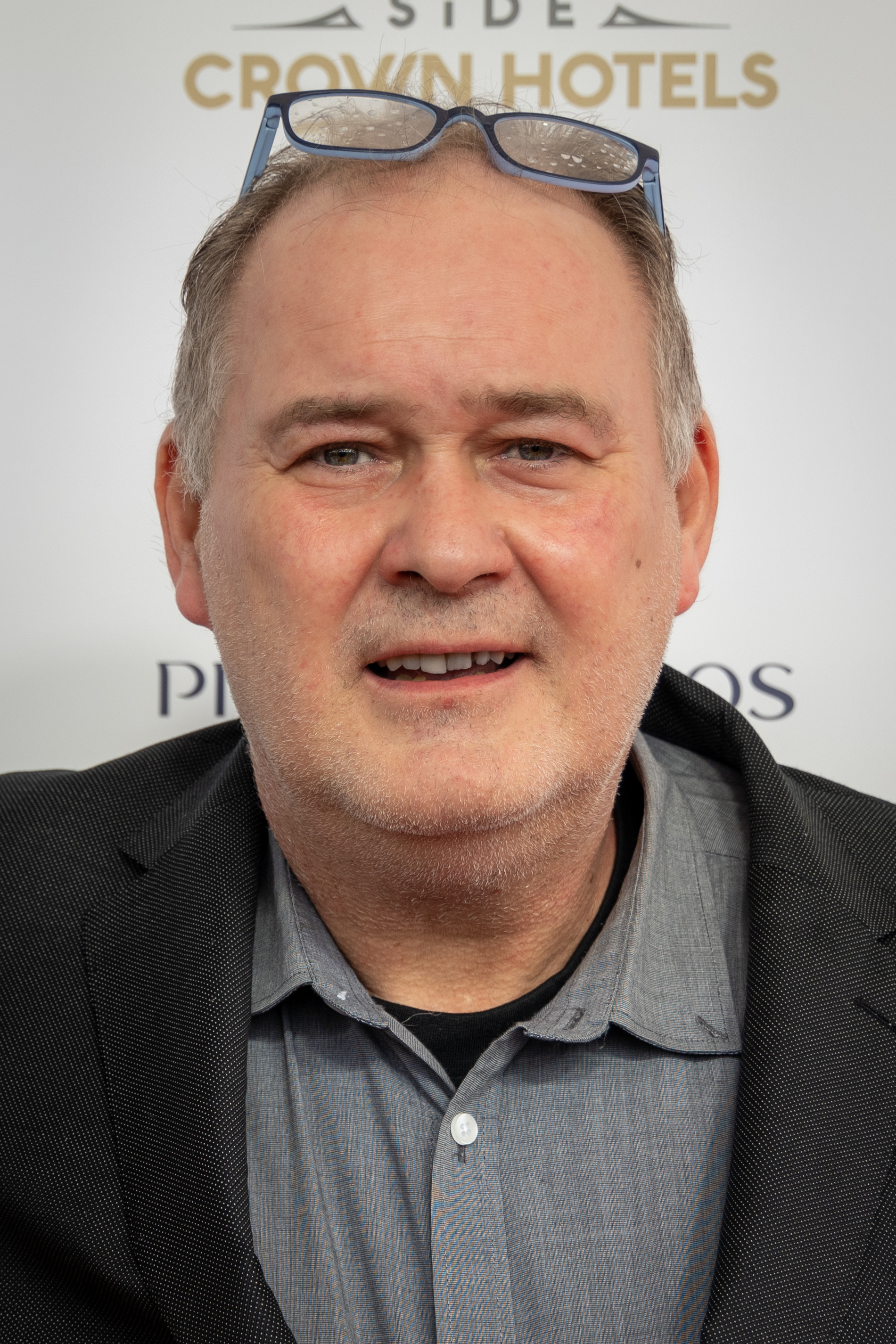
Walter Lehnertz (2023)

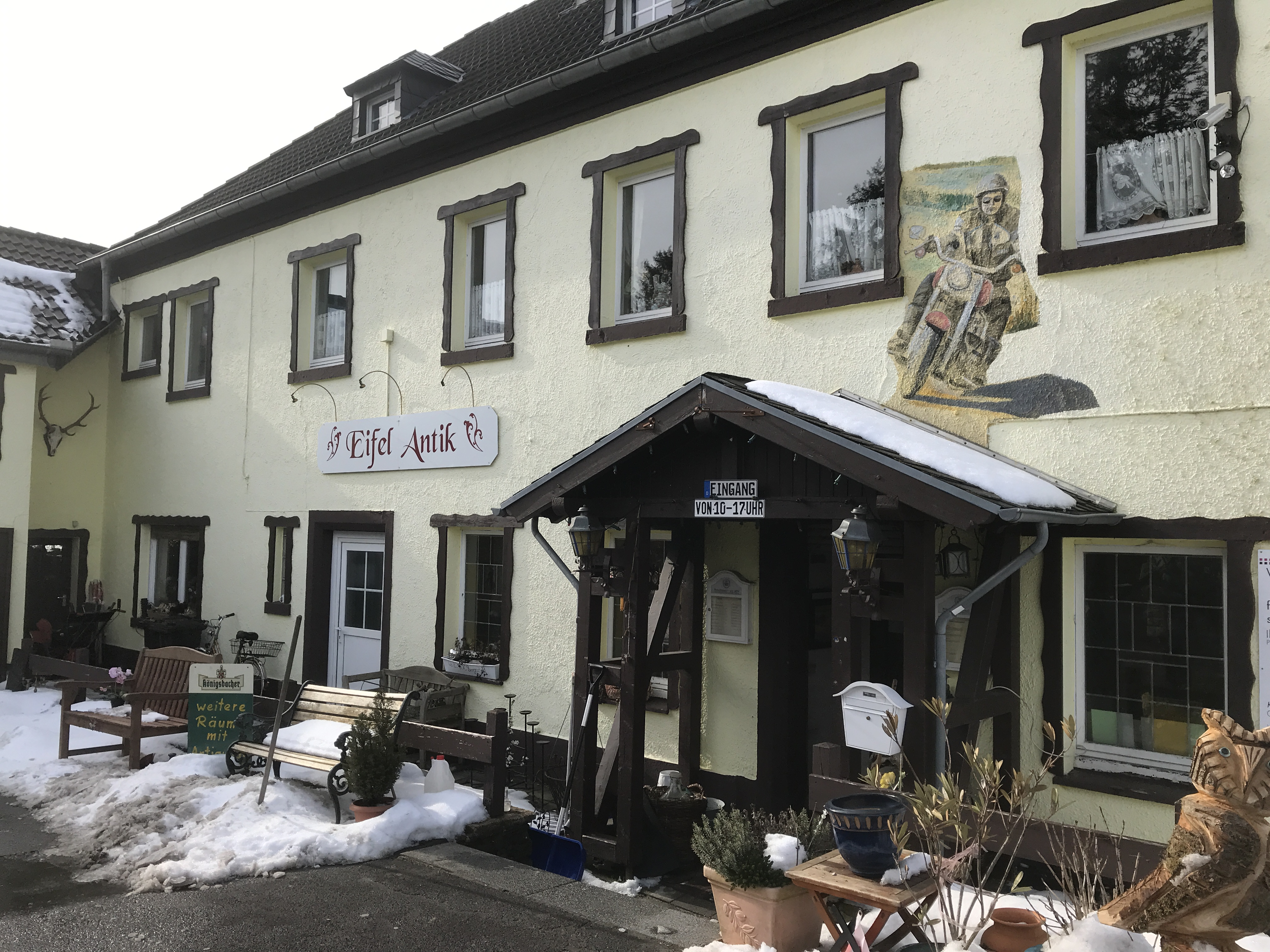
Verkaufslokal in Krekel

Walter Heinrich „Waldi“ Lehnertz, Künstlername 80-Euro-Waldi (* 9. Februar 1967 in Prüm-Weinsfeld), ist ein deutscher Kunst- und Antiquitätenhändler.

## Leben
Walter Lehnertz ist ausgebildeter Pferdewirt. Von 1998 bis zur Auflösung 2002 war er als Geschäftsführer der Walter Lehnertz Garten- und Landschaftsgestaltung GmbH in Mechernich tätig. Zwischenzeitlich war er als Angestellter im Baugewerbe aktiv. Seit etwa 1998 beschäftigt sich Lehnertz mit Antiquitäten. Nach einem zweiten Bandscheibenvorfall arbeitete er ab 2007 als „die rechte Hand“ seiner damaligen Ehefrau in deren Antiquitätenhandel Schatztruhe in Kommern. 2013 wurde die Ehe geschieden.
Seit 2010 war Lehnertz Geschäftsführer der MM-R Development GmbH in Mechernich, die sich unter anderem mit dem Erwerb eigener Immobilien, deren Entwicklung, Verwaltung und Bewirtschaftung beschäftigte. Das ab 2016 insolvente Unternehmen wurde 2017 liquidiert.
Seit 2016 ist Lehnertz Geschäftsführer der Waldi’s Eifel Antik UG. Hierzu mietete er von seiner Lebensgefährtin in Krekel Verkaufsräume mit etwa 1000 m² Innen- und Außenfläche an, auf denen er Möbel und Trödel vertreibt. Nach Angaben des ZDF und Presseberichten betreibt er zudem eine Baufirma. Überregionale Bekanntheit erreichte Lehnertz durch seine Auftritte in der ZDF-Sendung Bares für Rares, deren Händlerteam er seit der ersten Staffel 2013 angehört. Als sein „Markenzeichen“ gelten Erstgebote von 80 Euro für oft auch höherwertige Objekte.
Im September 2017, im Dezember 2019 sowie im September 2020 war er in der Fernsehsendung Willkommen bei Carmen Nebel zu Gast. Im November 2020 trat er in der Quizshow Wer weiß denn sowas? auf. An dem auf RTL II gezeigten Tanzwettbewerb Skate Fever – Stars auf Rollschuhen nahm er im Herbst 2022 teil. Jeweils im Mai besuchte er 2023 und 2024 die Talkshow Kölner Treff. Seit 2023 betreibt er zusammen mit Radiomoderator Manuel Zeh den Podcast 80€ – Der Waldi-Talk, im Rahmen dessen er von der Unterhaltungssendung Verstehen Sie Spaß? im April 2024 hereingelegt wurde. Im September 2024 saß er mit anderen Prominenten in einem Special der ZDF-Quizsendung Der Quiz-Champion im Studio am Telefon und nahm Zuschauerspenden zugunsten der Deutschen Krebshilfe entgegen.
Im Mai 2024 erschien der erste von Lehnertz zusammen mit Co-Autorin Miriam Rademacher verfasste Kriminalroman mit dem Titel Mord im Antiquitätenladen. 2025 folgte als Fortsetzung Mord am Schätztag. Im Zentrum der Krimis steht der Antiquitätenhändler Siggi Malich. Auch weitere Hauptpersonen kommen in beiden Romanen vor.
Seit 18. April 2025 wird im ZDF die 6-teilige Doku-Soap Waldis Welt ausgestrahlt.
Lehnertz ist passionierter Hobbyangler.

## Veröffentlichungen
- Mit Miriam Rademacher: Mord im Antiquitätenladen. Kriminalroman. Rowohlt Taschenbuch, Hamburg 2024, ISBN 978-3-499-01398-0.
- Mit Miriam Rademacher: Mord am Schätztag. Kriminalroman. Rowohlt Taschenbuch, Hamburg 2025, ISBN 978-3-499-01635-6.